# VII: Sturm und Drang
VII: Sturm und Drang es el octavo álbum de estudio de la banda estadounidense de groove metal Lamb of God. Salió a la venta el 24 de julio de 2015 a través de Nuclear Blast Records, volviendo con esta discográfica con la cual se mantienen a día de hoy. Al igual que sus antecesores Resolution, Wrath y Sacrament, este álbum también fue producido por el productor Josh Wilbur.

## Lista de canciones
Todas las canciones escritas y compuestas por Lamb of God. 
| N.º   | Título                                                   | Duración |  |
| 1.    | «Still Echoes»                                           | 4:22     |  |
| 2.    | «Erase This»                                             | 5:08     |  |
| 3.    | «512»                                                    | 4:44     |  |
| 4.    | «Embers (con Chino Moreno de Deftones»                   | 4:56     |  |
| 5.    | «Footprints»                                             | 4:24     |  |
| 6.    | «Overlord»                                               | 6:28     |  |
| 7.    | «Anthropoid»                                             | 3:38     |  |
| 8.    | «Engage The Fear Machine»                                | 4:48     |  |
| 9.    | «Delusion Pandemic»                                      | 4:22     |  |
| 10.   | «Torches (con Greg Puciato de The Dillinger Escape Plan» | 5:15     |  |
| 48:05 |                                                          |          |  |

| Pistas incluidas en el Deluxe Edition |                    |          |  |
| N.º                                   | Título             | Duración |  |
| 11.                                   | «Wine And Piss»    | 3:34     |  |
| 12.                                   | «Nightmare Seeker» | 4:57     |  |

## Posiciones
| Lista (2015)                        | Posiciones |
| ----------------------------------- | ---------- |
| Australia (ARIA)                    | 2          |
| Austria (Ö3 Austria)                | 12         |
| Bélgica (Ultratop flamenca)         | 25         |
| Bélgica (Ultratop valona)           | 18         |
| Canadá (Billboard Canadian Albums)  | 1          |
| Dinamarca (Hitlisten)               | 21         |
| Países Bajos (Album Top 100)        | 13         |
| Finlandia (Suomen Virallinen Lista) | 3          |
| Francia (SNEP)                      | 55         |
| Alemania (Media Control Charts)     | 12         |
| Irlanda (IRMA)                      | 25         |
| Italia (FIMI)                       | 84         |
| Nueva Zelanda (Recorded Music NZ)   | 11         |
| Suecia (Sverigetopplistan)          | 19         |
| Suiza (Schweizer Hitparade)         | 5          |
| Reino Unido (UK Albums Chart)       | 7          |
| Estados Unidos (Billboard 200)      | 3          |